# Trapezites eliena
Trapezites eliena är en fjärilsart som beskrevs av William Chapman Hewitson 1868. Trapezites eliena ingår i släktet Trapezites och familjen tjockhuvuden. Inga underarter finns listade i Catalogue of Life.

## Bildgalleri

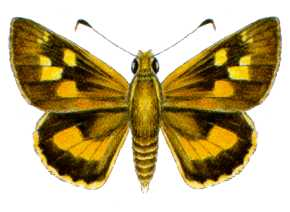